# کوکو (فلوریدا)
کوکو (به انگلیسی: Cocoa) شهری در شهرستان بریوارد ایالت فلوریدا است که در سال ۱۸۹۵ بنیان‌گذاری شده‌است. این شهر طبق سرشماری سال ۲۰۱۰ میلادی، ۱۷٬۱۴۰ نفر جمعیت داشته و مساحت آن نیز ۲۴٫۶ کیلومتر مربع است.